# Davide Lanzafame
Davide Lanzafame (* 9. Februar 1987 in Turin) ist ein italienischer ehemaliger Fußballspieler, der auf dem Platz als Stürmer agierte.

## Karriere
Davide Lanzafame entstammt der Jugendabteilung von Juventus Turin, sein Debüt in der Profimannschaft feierte er am 3. Juni 2007 beim Auswärtsspiel gegen die AS Bari, als er in der 78. Minute für Marcelo Zalayeta eingewechselt wurde. In der Saison 2007/08 spielte Lanzafame leihweise zur AS Bari, wo er unter Trainer Antonio Conte als Stürmer oder auch als Flügelspieler Stammspieler war und zehn Tore erzielte.
Im Sommer 2008 kaufte die US Palermo für zweieinhalb Millionen Euro 50 % seiner Transferrechte, weshalb Lanzafame in der Saison 2008/09 für den sizilianischen Klub in der Serie A auflief. Für die Rückrunde der Saison 2008/09 wurde er von Palermo an die AS Bari in die Serie B ausgeliehen, wo er unter Trainer Antonio Conte Stammspieler war und mit der Mannschaft souverän den Serie-A-Aufstieg schaffte.
Im Juni 2009 wurde Lanzafames Transfergeschäft zwischen Juventus und Palermo um ein Jahr verlängert. Danach verlieh ihn Palermo für die Saison 2009/10 an den Serie-A-Aufsteiger FC Parma. Sein erstes Tor für Parma erzielte Lanzafame am 8. November 2009 beim 2:0-Sieg gegen Chievo Verona. Am 9. Mai des folgenden Jahres gelang dem Stürmer beim 3:2-Auswärtssieg bei Juventus Turin sein erster Doppelpack in der Serie A. Eine Woche später wiederholte er diese Trefferausbeute gegen die AS Livorno. Für den von Francesco Guidolin trainierten FC Parma absolvierte Davide Lanzafame 2009/10 27 Serie-A-Partien, in denen ihm sieben Tore gelangen. Der Stürmer erreichte mit dem emilianischen Klub den achten Platz in Italiens höchster Spielklasse.
Zur Saison 2010/11 verlängerten Juventus und Palermo das Mitbesitz-Geschäft und vereinbarten Lanzafames Rückkehr nach Turin. Bei einem Freundschaftsspiel gegen den Hamburger SV machte er negative Schlagzeilen, indem er den Mittelfeldspieler Zé Roberto so stark foulte, dass dieser lange ausfiel.
Es folgten weitere Vereine in Italien und seit 2016 in spielt er in Ungarn. Für Honvéd Budapest schoss er in zwei Spielzeiten insgesamt 29 Tore und konnte 2017 die Meisterschaft feiern und wurde 2018 mit 18 Treffern Torschützenkönig der Nemzeti Bajnokság. Im Sommer 2018 wechselte er für 700.000 € Ablöse weiter zum Stadtrivalen Ferencváros Budapest.

## Erfolge
- Sieger U-21 Turnier von Toulon: 2008
- Italienischer Zweitligameister: 2007, 2008/09
- Ungarischer Meister: 2016/17
- Torschützenkönig der Nemzeti Bajnokság: 2017/18 (18 Tore)